# 두마면
두마면(豆磨面)은 충청남도 계룡시에 있는 면이다.

## 개요
두마면은 계룡시의 모체가 된 지역으로, 계룡시의 금암동과 엄사면, 신도안면(당시 남선면)은 두마면에서 분리되었다.
북쪽으로는 대전 유성구 진잠동과 계룡시 금암동, 동쪽으로는 대전광역시 서구 기성동, 남쪽으로는 논산시 벌곡면, 서쪽으로는 논산시 연산면과 계룡시 엄사면을 접하고 있다. 대전광역시와 같은 생활권에 속한다.
최근에는 시내인 금암동과 연계하여 그 남쪽인 농소리 일대의 도시개발이 추진되고 있다.

## 역사
- 백제시대 : 황등야상군에 속함
- 신라시대 : 황산군에 속함
- 고려시대와 조선시대 : 연산현에 속함
- 1895년 : 연산현이 연산군으로 명칭 변경
- 1914년 : 충청남도 논산군 두마면

| 조선총독부령 제111호 |                                                                       |
| 구 행정구역          | 신 행정구역                                                           |
| 연산군 두마면        | 두마면 금암리, 농소리, 두계리, 엄사리, 왕대리, 입암리                 |
| 연산군 식한면        | 두마면 광석리, 도곡리, 부남리, 석계리, 용동리, 유동리, 정장리, 향한리 |
- 1962년 3월 15일 : 신도내 출장소 설치
- 1983년 6월 20일 : 신도내 출장소 폐지
- 1989년 1월 1일 : 대덕군 진잠면 남선리가 두마면에 편입
- 1990년 : 충청남도 계룡출장소 설치(두마·남선지소 설치)
- 2003년 9월 19일 : 계룡시 출범, 계룡시 두마면. 두마면 금암리는 금암동으로 분리됨.
- 2006년 3월 2일 : 두마면의 북부에 엄사면을 신설
- 2007년 12월 10일 : 계룡고등학교 부지를 금암동에서 두마면 농소리 778로 편입

## 법정리
- 농소리(農所里)
- 두계리(豆溪里): 행정복지센터 소재지
- 왕대리(旺垈里)
- 입암리(立巖里)

## 교통

### 시내버스
- 계룡시내버스 43번 (서남부터미널 ~ 원내동 ~ 왕대리 ~ 임압리)
- 계룡시내버스 45번 (건양대병원 ~ 원내동 ~ 계룡역 ~ 도곡리)
- 계룡시내버스 47번 (건양대병원 ~ 원내동 ~ 계룡역 ~ 농소리)
- 대전시내버스 202번/계룡좌석버스 2002번 (대전역 ~ 원내동 ~ 계룡역 ~ 해미르아파트)

굵은 글씨는 두마면 지역임

### 철도
계룡시의 유일한 역인 계룡역이 있다. 서대전역을 경유하는 모든 KTX와 일부 ITX-새마을, 무궁화호가 정차한다.

### 도로
호남고속도로지선 계룡 나들목이 있으며, 인접한 대전광역시로 지나는 국도 제1호선과 국도 제4호선이 있다. 계룡대로, 계백로, 번영로, 엄사중앙로 등이 있다

## 문화재
문화재로는 예학의 김장생이 말년에 기거했던 두계 은농재(豆溪隱農齋, 충청남도남유형문화재 134호)와 문신 김국광을 모신 사당 모원재(慕遠齋, 충청남도문화재자료 308호), 그리고 김비의 재실(齋室)인 신원재(愼遠齋, 충청남도문화재자료 379호)가 있다.

## 주요 시설
관공서
- 계룡소방서
- 계룡시농업기술센터
- 계룡안정화사업소
- 대전우편집중국

공원
- 계룡입암리유적공원
- 대성산공원묘지

시장
- 농산물특수판매장

학교
- 두마초등학교

## 주거
| 단지명                    | 건설사       | 시행사                  | 주소                           | 입주        | 비고 |
| ------------------------- | ------------ | ----------------------- | ------------------------------ | ----------- | ---- |
| e편한세상 계룡            | 대림산업     | 매직리젼㈜              | 두마면 사계로 21 (두계리)      | 2007년 12월 |      |
| 계룡 더샵                 | 포스코건설   | 한국토지신탁 ㈜구월건설 | 두마면 사계로 101 (두계리)     | 2008년 4월  |      |
| 계룡 푸르지오 더 퍼스트   | 대우건설     | 태유㈜                  | 두마면 농소로 61 (두계리)      | 2022년 8월  |      |
| 계룡 자이                 | ㈜지에스건설 | ㈜한가람이스탑          | 두마면 대실남북로 81 (농소리)  | 2023년 7월  |      |
| 계룡 한라비발디 더 퍼스트 | ㈜한라건설   | ㈜혜움                  | 두마면 대실남북3길 16 (농소리) | 2023년 3월  |      |